# Mutuelle d'assurance des artisans de France
Pour l’article ayant un titre homophone, voir MAF.
MAAF Assurances est une mutuelle d'assurance française dont le siège se situe à Niort dans les Deux-Sèvres. Elle est une des trois enseignes constituantes de Covéa, une SGAM (Société de groupe d’assurance mutuelle)  regroupant également  MMA  et GMF.

## Historique
À sa création, la MAAF s'appelait la MAAAF, Mutuelle d'Assurance Automobile Artisanale de France.
La MAAAF a été fondée en 1950, sur le modèle et avec l'aide de la MAIF, par Jean Trioullier (alors artisan-tailleur et Président de la chambre des métiers de Niort, puis Président de la MAAAF) et Jean Bérenger (alors Secrétaire général de la chambre des métiers de Niort, puis Directeur général de la MAAAF). Une vingtaine de Présidents de chambre des métiers font partie des fondateurs, dont Roger Noël (Président de la chambre des métiers de Charente, Secrétaire de la MAAAF à sa fondation, puis Président à partir de 1973) et Raymond Cirot (Président de la chambre des métiers de Charente Inférieure, trésorier de la MAAAF à sa fondation, puis Président à partir de 1978), qui ont été associés au projet dès son origine.
La MAAAF diversifie progressivement ses activités : assurance habitation dans les années 1960 (perdant alors le A de « automobile » pour devenir la MAAF, son sigle signifiant désormais la Mutuelle d’Assurance des Artisans de France), assurance des professionnels dans les années 1970, assurance-vie dans les années 1980, assurance santé dans les années 1990. Elle s'est aussi progressivement ouverte à d'autres sociétaires que les seuls artisans, jusqu'à s'ouvrir totalement au grand public.
Après avoir traversé une crise de management et d'identité assez grave à la fin des années 1980, la MAAF, rebaptisée MAAF Assurances, se rapproche des Mutuelles du Mans Assurances (devenue MMA) lorsque ces dernières traversent une crise financière importante. 
En 2003, sous l'impulsion de la MAAF et de son PDG Jean-Claude Seys (également PDG de MMA), la 1re Société de Groupe d’Assurance Mutuelle (SGAM) baptisée Covéa, voit le jour. Elle regroupe la MAAF, les MMA, la GMF (ex Azur-GMF) depuis 2005, ainsi que l'institution de prévoyance Apgis et SMI, une mutuelle spécialisée dans les assurances collectives de personnes, qui les ont rejointes respectivement en 2011 et 2013. Cette structure permet de développer les partenariats et de mutualiser les investissements (informatique, gestion), les risques (financiers, réassurance) tout en laissant chacune des entités qui la composent se développer librement. Covéa est leader en assurance dommages et responsabilité.
Contrairement à ce que son ancienne appellation laisse à penser, la MAAF est aujourd'hui ouverte à tous.
| Dates               | Président          | Directeur Général |
| 1951 à 1965         | Jean Trioullier    | Jean Bérenger     |
| 1965 à 1973         | Charles Séguineaud | Jean Bérenger     |
| juin à octobre 1973 | Jean Jeudon        | Jean Bérenger     |
| 1973 à 1978         | Roger Noël         | Yves Thiré        |
| 1978 à 1985         | Raymond Cirot      | Yves Thiré        |
| 1985 à 1990         | Henri Sagnial      | Yves Thiré        |
| 1990 à 1992         | Henri Sagnial      | Jean-Claude Seys  |
| 1992 à 2005         | Jean-Claude Seys   | Jean-Claude Seys  |
| 2005 à 2015         | Thierry Derez      | Thierry Derez     |
| 2015 à 2023         | Thierry Derez      | Stéphane Duroule  |
| Depuis 2023         | Thierry Derez      | Antoine Ermeneux  |

## Chiffres clés
En France, au 31 décembre 2019, le Groupe mutuel MAAF Assurances représente :
- 3,8 millions de sociétaires et clients
- 4 millions de véhicules assurés
- 2,7 millions d'habitations assurées
- 790 000 clients professionnels
- 729 millions d'euros de collecte brute en épargne
- 500 000 contrats de prévoyance individuelle Vie
- 1,4 million de contrats de prévoyance individuelle IARD
- 549 points de vente

## Communication publicitaire

### Télévision
Après plus de 10 années de saga Palace (« Je l’aurai un jour, je l’aurai! ») qui a fait de MAAF l’une des marques d’assurance les plus connues des Français, MAAF initie de 2018 à 2023 une nouvelle campagne publicitaire et un nouveau positionnement. 
Parodiant les films d’espionnage des années 70 (de James Bond à Austin Powers), la marque lance le défi « Qui peut concurrencer la MAAF ? ». Un univers dans lequel les concurrents sont représentés par des « méchants » réunis au sein d’une conspiration mondiale dirigée par Numéro 1. Ils tentent, sans jamais y parvenir, de conquérir ou de retenir un client qui préfère toujours aller ou rester à la MAAF (« Rien à faire, c’est la MAAF qu’ils préfèrent »).
En 2023 la MAAF lance une nouvelle campagne publicitaire. "Pourquoi préférer la MAAF ?"

### Logo
Le logo historique de la MAAF, un losange, a été remplacé en 1991 par un dauphin. En 2009, la MAAF s'associe à l'opération "Save your Logo" (Fonds de dotation pour la biodiversité). Le but : inciter les entreprises et organismes ayant pour logo un animal à s'investir dans la protection des espèces menacées.

Logo de MAAF Assurances de 1990 jusqu'en Juillet 2006.
Logo de MAAF depuis Juillet 2006

## Syndicat professionnel
Tout comme la GMF et Covéa, la MAAF est adhérente de la Fédération française des sociétés d'assurances (FFA), le syndicat professionnel des mutuelles sans intermédiaires et de leurs filiales. 
Indirectement, le rattachement de la MAAF à Covéa et au GEMA lui permet de bénéficier d'une représentation et une défense de son secteur d'activité au sein de l'Union européenne, au travers de l'AMICE (Association of Mutual Insurers and Insurance Cooperatives in Europe), l'association de lobbying des assureurs mutuels et coopératifs (qui revendiquent leur appartenance à l'économie sociale). 